# Serville
Serville település Franciaországban, Eure-et-Loir megyében. Lakosainak száma 362 fő (2022. január 1.). Serville Broué, Bû, Cherisy, Germainville és Marchezais községekkel határos.

## Népesség
A település népessége az elmúlt években az alábbi módon változott:
| Lakosok száma | 267  | 204  | 289  | 356  | 352  | 360  | 366  | 369  | 367  | 362  |
|               | 1968 | 1982 | 1990 | 2006 | 2013 | 2015 | 2017 | 2019 | 2020 | 2022 |